# Szlovák női kézilabda-bajnokság (első osztály)
A Szlovák női kézilabda-bajnokság első osztálya  a legmagasabb osztályú szlovák női kézilabda-bajnokság. A bajnokságot 1994 óta rendezik meg. Jelenleg a legjobb csapatok a csehekkel közös WHIL bajnokságban játszanak, ahol az idény végén a négy legjobb szlovák helyezett rájátszásban dönt az érmekről. A legeredményesebb klub, egyben a címvédő a Iuventa Michalovce.

## Kispályás bajnokságok
| Év   | 1. hely                                           | 2. hely                                           | 3. hely                                           |
| ---- | ------------------------------------------------- | ------------------------------------------------- | ------------------------------------------------- |
| 1994 | Jaspol Partizánske                                | Co-Impex Topoľníky                                | Slovan Duslo Šaľa                                 |
| 1995 | Slovan Duslo Šaľa                                 | Plastika Nitra                                    | Jaspol Partizánske                                |
| 1996 | Slovan Duslo Šaľa                                 | Jaspol Partizánske                                | Plastika Nitra                                    |
| 1997 | Slovan Duslo Šaľa                                 | SCP Banská Bystrica                               | Plastika Nitra                                    |
| 1998 | Slovan Duslo Šaľa                                 | SCP Banská Bystrica                               | Plastika Nitra                                    |
| 1999 | SCP Banská Bystrica                               | Slovan Duslo Šaľa                                 | Inter Bratislava                                  |
| 2000 | Slovan Duslo Šaľa                                 | SCP Banská Bystrica                               | Inter Bratislava                                  |
| 2001 | Slovan Duslo Šaľa                                 | HK Nitra                                          | Inter Bratislava                                  |
| 2002 | Slovan Duslo Šaľa                                 | Chirana Medical Bratislava                        | Inter Bratislava                                  |
| 2003 | Chemkostav Michalovce                             | Slovan Duslo Šaľa                                 | Inter Bratislava                                  |
| 2004 | Slovan Duslo Šaľa                                 | ŠKP Banská Bystrica                               | Iuventa Michalovce                                |
| 2005 | Slovan Duslo Šaľa                                 | Iuventa Michalovce                                | ŠKP Banská Bystrica                               |
| 2006 | Iuventa Michalovce                                | Slovan Duslo Šaľa                                 | ŠKP Banská Bystrica                               |
| 2007 | Iuventa Michalovce                                | Slovan Duslo Šaľa                                 | ŠKP Banská Bystrica                               |
| 2008 | ŠKP Bratislava                                    | Slovan Duslo Šaľa                                 | Štart Trenčín                                     |
| 2009 | ŠKP Bratislava                                    | Iuventa Michalovce                                | Slovan Duslo Šaľa                                 |
| 2010 | ŠKP Bratislava                                    | Iuventa Michalovce                                | Slovan Duslo Šaľa                                 |
| 2011 | Iuventa Michalovce                                | Slovan Duslo Šaľa                                 | Bánovský HK Gabor                                 |
| 2012 | Iuventa Michalovce                                | Slovan Duslo Šaľa                                 | Slávia Partizánske                                |
| 2013 | Iuventa Michalovce                                | Slovan Duslo Šaľa                                 | Slávia Partizánske                                |
| 2014 | Iuventa Michalovce                                | Slovan Duslo Šaľa                                 | Slávia Partizánske                                |
| 2015 | Iuventa Michalovce                                | Slávia Partizánske                                | Slovan Duslo Šaľa                                 |
| 2016 | Iuventa Michalovce                                | Slovan Duslo Šaľa                                 | Slávia Partizánske                                |
| 2017 | Iuventa Michalovce                                | Slovan Duslo Šaľa                                 | ŠŠK Prešov                                        |
| 2018 | Iuventa Michalovce                                | Slovan Duslo Šaľa                                 | ŠŠK Prešov                                        |
| 2019 | Iuventa Michalovce                                | ŠŠK Prešov                                        | Slovan Duslo Šaľa                                 |
| 2020 | A koronavírus-járvány miatt nem avattak bajnokot. | A koronavírus-járvány miatt nem avattak bajnokot. | A koronavírus-járvány miatt nem avattak bajnokot. |
| 2021 | Iuventa Michalovce                                | DAC Dunajská Streda                               | Slovan Duslo Šaľa                                 |
| 2022 | Iuventa Michalovce                                | DAC Dunajská Streda                               | Slovan Duslo Šaľa                                 |
| 2023 | DAC Dunajská Streda                               | Iuventa Michalovce                                | Slovan Duslo Šaľa                                 |
| 2024 | DAC Dunajská Streda                               | Iuventa Michalovce                                | Slovan Duslo Šaľa                                 |
| 2025 | Iuventa Michalovce                                | Slovan Duslo Šaľa                                 | DAC Dunajská Streda                               |

## Lásd még
- Szlovák férfi kézilabda-bajnokság (első osztály)
- Csehszlovák női kézilabda-bajnokság (első osztály)